# دم شیر (سرده)
دم شیر (نام علمی: Leonurus) نام یک سرده از تیرهٔ نعناعیان است.